# 霍伊尼基區
霍伊尼基區（羅馬化：Khoynikskiy rayon）是白俄羅斯東南部戈梅利州的一個區，行政中心为霍伊尼基，面積2,027.74平方公里，2009年人口22,412，人口密度每平方公里11.04人。